# Operation Flashpoint
Operation Flashpoint is een reeks first-person shooters ontwikkeld en uitgegeven door Codemasters. In totaal zijn er twee spellen in de serie verschenen.

## Operation Flashpoint: Cold War Crisis
Operation Flashpoint: Cold War Crisis werd in 2001 ontwikkeld door Bohemia Interactive en uitgegeven door Codemasters. 
Van 2001 tot 2011 was Codemasters de eigenaar van het spel, totdat het contract met Bohemia Interactive in 2011 afliep. 
Die bracht het spel dan opnieuw uit onder de naam Arma: Cold War Assault.

## Spellen
| Release | Titel                               | Ontwikkelaar | Platform                         |
| ------- | ----------------------------------- | ------------ | -------------------------------- |
| 2009    | Operation Flashpoint: Dragon Rising | Codemasters  | PlayStation 3, Windows, Xbox 360 |
| 2011    | Operation Flashpoint: Red River     | Codemasters  | PlayStation 3, Windows, Xbox 360 |